# První vláda Františka Udržala
První vláda Františka Udržala existovala od 1. února do 7. prosince 1929. Jednalo se o vládu tzv. panské koalice a zároveň v pořadí o 10. československou vládu období první republiky.

## Předčasné volby
Vláda představovala pokračující panskou koalici s novým premiérem namísto Antonína Švehly. Řádné parlamentní volby se měly konat v listopadu 1931, ale agrární strana i další koaliční formace hodlaly využít ekonomické konjunktury k předčasným volbám. Lidovci zastávali namísto toho vzhledem k propadu v zemských volbách tendenci termín předčasných voleb posouvat, jejich stanovisko se pak částečně změnilo až v souvislosti se svatováclavským miléniem roku 1929, které bylo interpretováno jako posílení křesťanských tradic a pozic.
Další otřes pro koaliční vládu představovalo dění na Slovensku, kde Hlinkova slovenská ľudová strana procházela aférou poté, co její přední politik Vojtech Tuka napsal článek Vacuum iuris, který zpochybnil ústavnost trvání československé moci na území Slovenska. 8. října 1929 následně HSĽS vládu opustila na protest proti Tukovu odsouzení. Premiér Udržal za této situace kontaktoval prezidenta Masaryka a dohodl vypsání voleb na 27. října 1929, v tento den podala vláda rovněž demisi.

## Složení vlády
| Strana                                            | Strana                                                         | Portfej                                           | Ministr             | Nástup do úřadu  | Odchod z úřadu   |
| ------------------------------------------------- | -------------------------------------------------------------- | ------------------------------------------------- | ------------------- | ---------------- | ---------------- |
|                                                   | Republikánská strana zemědělského a malorolnického lidu        | Ministerský předseda                              | František Udržal    | 1. února 1929    | 7. prosince 1929 |
| Ministr národní obrany                            | Republikánská strana zemědělského a malorolnického lidu        | František Udržal                                  | 1. února 1929       | 16. února 1929   |                  |
| Ministr národní obrany                            | Republikánská strana zemědělského a malorolnického lidu        | Karel Viškovský                                   | 16. února 1929      | 7. prosince 1929 |                  |
| Ministr školství a národní osvěty                 | Republikánská strana zemědělského a malorolnického lidu        | Milan Hodža                                       | 1. února 1929       | 20. února 1929   |                  |
| Ministr školství a národní osvěty                 | Republikánská strana zemědělského a malorolnického lidu        | Anton Štefánek                                    | 20. února 1929      | 7. prosince 1929 |                  |
| Ministr zemědělství                               | Republikánská strana zemědělského a malorolnického lidu        | Otakar Srdínko                                    | 1. února 1929       | 7. prosince 1929 |                  |
| Ministr unifikací                                 | Republikánská strana zemědělského a malorolnického lidu        | Anton Štefánek (správce)                          | 8. října 1929       | 7. prosince 1929 |                  |
|                                                   | Československá strana lidová                                   | Ministr sociální péče                             | Jan Šrámek          | 1. února 1929    | 7. prosince 1929 |
| Ministr veřejného zdravotnictví a tělesné výchovy | Československá strana lidová                                   | Jan Šrámek (správce)                              | 8. října 1929       | 7. prosince 1929 |                  |
| Ministr pošt a telegrafů                          | Československá strana lidová                                   | František Nosek                                   | 1. února 1929       | 7. prosince 1929 |                  |
|                                                   | Hlinkova slovenská ľudová strana                               | Ministr veřejného zdravotnictví a tělesné výchovy | Jozef Tiso          | 1. února 1929    | 8. října 1929    |
| Ministr unifikací                                 | Hlinkova slovenská ľudová strana                               | Marko Gažík                                       | 1. února 1929       | 27. února 1929   |                  |
| Ministr unifikací                                 | Hlinkova slovenská ľudová strana                               | Ľudovít Labaj                                     | 27. února 1929      | 8. října 1929    |                  |
|                                                   | Československá národní demokracie                              | Ministr průmyslu, obchodu a živností              | Ladislav Novák      | 1. února 1929    | 7. prosince 1929 |
|                                                   | Německá křesťansko-sociální strana lidová                      | Ministr spravedlnosti                             | Robert Mayr-Harting | 1. února 1929    | 7. prosince 1929 |
|                                                   | Německý svaz zemědělců a venkovských živností                  | Ministr veřejných prací                           | Franz Spina         | 1. února 1929    | 7. prosince 1929 |
|                                                   | Československá živnostensko-obchodnická strana středostavovská | Ministr železnic                                  | Josef V. Najman     | 1. února 1929    | 7. prosince 1929 |
|                                                   | Československá strana národně socialistická                    | Ministr zahraničních věcí                         | Edvard Beneš        | 1. února 1929    | 7. prosince 1929 |
|                                                   | Nestraničtí ministři                                           | Ministr vnitra                                    | Jan Černý           | 1. února 1929    | 7. prosince 1929 |
| Ministr pro zásobování lidu                       | Nestraničtí ministři                                           | Jan Černý (správce)                               | 1. února 1929       | 7. prosince 1929 |                  |
| Ministr financí                                   | Nestraničtí ministři                                           | Bohumil Vlasák                                    | 1. února 1929       | 7. prosince 1929 |                  |